# Simon Mills
Simon Ashley Mills (Sheffield, 16 agosto 1964) è un ex calciatore inglese, di ruolo difensore o centrocampista.

## Caratteristiche tecniche
Ad inizio carriera era un centrocampista, ma in seguito venne spostato nella posizione di terzino destro.

## Carriera
Esordisce tra i professionisti all'età di 18 anni con lo Sheffield Weds, club della sua città natale, con cui gioca una partita nella seconda divisione inglese; l'anno seguente, in cui gli Owls conquistano una promozione in prima divisione, Mills gioca poi altre 2 partite, a cui aggiunge 2 presenze in massima serie durante la stagione 1984-1985. Nelle stagioni 1985-1986, 1986-1987 e nella prima parte della stagione 1987-1988 gioca invece 99 partite (con 4 reti segnate) con lo York City in terza divisione, categoria nella quale conclude poi anche la stessa stagione 1987-1988 ma con la maglia del Port Vale.
Nella stagione 1988-1989 conquista una promozione dalla terza alla seconda divisione con i Valiants, con cui poi tra il 1989 ed il 1992 segna 3 reti in 119 partite di campionato in questa categoria. Disputa infine ulteriori 3 partite in terza divisione nel corso della stagione 1992-1993, nella quale viene però fortemente limitato da vari problemi fisici che di fatto lo portano a trascorrere lontano dal campo l'intera stagione 1993-1994 e a terminare anzitempo la carriera (gioca in realtà altre due stagioni a livello semiprofessionistico, senza comunque trovare regolarità di impiego), dopo complessive 184 presenze e 8 reti in incontri di campionato con il club.
In carriera ha totalizzato complessivamente 288 presenze e 12 reti nei campionati della Football League.